# Wolfgang Kowalsky
Wolfgang Kowalsky (* 23. März 1958 in Erlangen) ist ein deutscher Elektroingenieur.
Kowalsky studierte – als Stipendiat der Studienstiftung des Deutschen Volkes –  Elektrotechnik an der TU Braunschweig mit der Promotion 1985. Danach war er wissenschaftlicher Mitarbeiter am Institut für Hochfrequenztechnik der TU Braunschweig, an dem er sich 1989 habilitierte (Optisch gesteuerte photonische Schalter für die digitale optische Signalverarbeitung). 1990 wurde er Professor für Optoelektronik an der Universität Ulm. 1994 kehrte er als Professor an das Institut für Hochfrequenztechnik der TU Braunschweig zurück, dessen geschäftsführender Leiter er ist. Er war Leiter des Fraunhofer-Instituts für Mikroelektronische Schaltungen und Systeme in Dresden. 2010 wurde er Honorarprofessor für Physik an der Universität Heidelberg. Er ist wissenschaftlicher Geschäftsführer der Firma InnovationLab.
Er befasst sich mit organischer Elektronik (organische LEDs (OLED) mit Übergangsmetall-Komplexen).
2002 erhielt er den Gottfried Wilhelm Leibniz-Preis. Er ist Mitglied der Berlin-Brandenburgischen Akademie der Wissenschaften.

## Schriften (Auswahl)
- mit J. Meyer u. a.: Highly efficient simplified organic light emitting diodes, Applied Physics Letters, Band 91, 2007, S. 113506
- mit J. Meyer S. Hamwi, M. Kröger, T. Riedl, A. Kahn: Transition metal oxides for organic electronics: energetics, device physics and applications, Advanced Materials, Band 24, 2012, S. 5408–5427